# Édinson Palomino
Edinson Palomino (Cartagena, Bolívar, Colombia; 30 de enero de 1986) es un futbolista colombiano. Jugaba como delantero. su último club fue el Boyacá Chicó de la Categoría Primera A de Colombia en 2021.

## Trayectoria

### Inicios
Realizó todo su proceso de divisiones menores entre el Real Cartagena e Independiente Santa Fe.
Con equipo 'cardenal' llegó a ser promovido al equipo profesional aunque no logra debutar, ya próximo a cumplir 21 años Édison decide tomar nuevos rumbos.

### Atlético Bucaramanga y Alianza Petrolera
Procedente de Independiente Santa Fe llega a la ciudad bonita y firma con el cuadro 'leopardo', equipo con quien debuta profesionalmente. Allí estuvo tan sólo un semestre, aunque se mantendría en territorio santandereano fichando luego por el Alianza Petrolera donde juega durante un año anotando 10 goles en la segunda división.

### Real Cartagena
Luego de algunos años regresa al 'cuadro heroico' donde convierte 21 goles. (8 goles en Copa Colombia) y (13 en liga. Tras destacadas actuaciones llama la atención del Atlético Huila quien lo contrata.

### Atlético Huila
Con el Atlético Huila se consolidó e hizo un jugador referente del FPC, por sus gambetas, jugadas de crack y en general sus por sus grandes cualidades aunque su frecuencia goleadora tuvo un bajon notable varios clubes querían contar con él.

## Clubes
| Club                 | País     | Año         |
| -------------------- | -------- | ----------- |
| Atlético Bucaramanga | Colombia | 2007        |
| Alianza Petrolera    | Colombia | 2007 - 2008 |
| Real Cartagena       | Colombia | 2009 - 2011 |
| Atlético Huila       | Colombia | 2012 - 2013 |
| Águilas Doradas      | Colombia | 2013 - 2016 |
| Atlético Huila       | Colombia | 2017        |
| Águilas Doradas      | Colombia | 2018        |
| Deportivo Pasto      | Colombia | 2018        |
| Boyacá Chicó         | Colombia | 2019 - 2021 |

## Estadísticas
Estadísticas hasta su último gol anotado con el Boyacá Chicó el 5 de octubre de 2019.
| Atlético Bucaramanga · Colombia                                                                               | 1ª                  | 2007-l              | 3   | 0  | —  | — | — | — | 3   | 0  |
| Atlético Bucaramanga · Colombia                                                                               | Total club          | Total club          | 3   | 0  | 0  | 0 | 0 | 0 | 3   | 0  |
| Alianza Petrolera · Colombia                                                                                  | 2ª                  | 2007-ll             | 12  | 5  | —  | — | — | — | 12  | 5  |
| Alianza Petrolera · Colombia                                                                                  | 2ª                  | 2008                | 12  | 5  | —  | — | — | — | 12  | 5  |
| Alianza Petrolera · Colombia                                                                                  | Total club          | Total club          | 24  | 10 | 0  | 0 | 0 | 0 | 24  | 10 |
| Real Cartagena · Colombia                                                                                     | 1ª                  | 2009                | 26  | 4  | 4  | 0 | — | — | 30  | 4  |
| Real Cartagena · Colombia                                                                                     | 1ª                  | 2010                | 26  | 2  | 10 | 8 | — | — | 36  | 10 |
| Real Cartagena · Colombia                                                                                     | 1ª                  | 2011                | 31  | 7  | 3  | 0 | — | — | 34  | 7  |
| Real Cartagena · Colombia                                                                                     | Total club          | Total club          | 83  | 13 | 17 | 8 | 0 | 0 | 100 | 21 |
| Atlético Huila · Colombia                                                                                     | 1ª                  | 2012                | 27  | 2  | 1  | 0 | — | — | 28  | 2  |
| Atlético Huila · Colombia                                                                                     | 1ª                  | 2013                | 23  | 2  | 4  | 0 | — | — | 27  | 2  |
| Atlético Huila · Colombia                                                                                     | 1ª                  | 2017                | 21  | 5  | 6  | 0 | — | — | 27  | 5  |
| Atlético Huila · Colombia                                                                                     | Total club          | Total club          | 71  | 9  | 11 | 0 | 0 | 0 | 82  | 9  |
| Águilas Doradas · Colombia                                                                                    | 1ª                  | 2014                | 39  | 10 | 5  | 0 | 2 | 0 | 46  | 10 |
| Águilas Doradas · Colombia                                                                                    | 1ª                  | 2015                | 30  | 7  | 1  | 0 | 4 | 2 | 35  | 9  |
| Águilas Doradas · Colombia                                                                                    | 1ª                  | 2016                | 27  | 4  | 4  | 0 | — | — | 31  | 4  |
| Águilas Doradas · Colombia                                                                                    | 1ª                  | 2018                | 0   | 0  | —  | — | — | — | 0   | 0  |
| Águilas Doradas · Colombia                                                                                    | Total club          | Total club          | 96  | 21 | 10 | 0 | 6 | 2 | 112 | 23 |
| Deportivo Pasto · Colombia                                                                                    | 1ª                  | 2018                | 3   | 0  | —  | — | — | — | 3   | 0  |
| Deportivo Pasto · Colombia                                                                                    | Total club          | Total club          | 3   | 0  | 0  | 0 | 0 | 0 | 3   | 0  |
| Boyacá Chicó · Colombia                                                                                       | 2ª                  | 2019                | 33  | 12 | —  | — | — | — | 33  | 12 |
| Boyacá Chicó · Colombia                                                                                       | 1ª                  | 2020                | 12  | 1  | 2  | 0 | — | — | 14  | 1  |
| Boyacá Chicó · Colombia                                                                                       | Total club          | Total club          | 45  | 13 | 2  | 0 | 0 | 0 | 47  | 13 |
| Total en su carrera                                                                                           | Total en su carrera | Total en su carrera | 296 | 62 | 38 | 8 | 6 | 2 | 330 | 82 |
| (1)Incluidos los datos de la Copa Colombia (2)Incluidos los datos de la Copa Libertadores y Copa Sudamericana |                     |                     |     |    |    |   |   |   |     |    |